# Allan Moe Blein
Allan Moe Blein es el autor de un libro llamado Alvarado es el hombre que hace alusión al general Salvador Alvarado, gobernador de Yucatán, México, de 1915 a 1918, libro en el que se ponderan las virtudes políticas y de estadista del mencionado militar mexicano.
Se cree que el escritor Antonio Mediz Bolio uso tal nombre como seudónimo para firmar el libro indicado que fue publicado en Nueva Orleans, Estados Unidos de América en 1917, año en que el general y político sinaloense estaba en la cúspide de su carrera. El texto, de gran valor literario, recuerda en efecto el estilo del laureado escritor y poeta yucateco quien además fue colaborador y partidario del militar. Además de ello, las iniciales AMB coinciden con las del autor de La tierra del faisán y del venado, si bien el seudónimo, apunta la Enciclopedia Yucatán en el Tiempo, no es totalmente anagramático.
Hay varias referencias que dan como un hecho la autoría y la identificación señaladas párrafo arriba, aunque la mencionada Enciclopedia la cuestiona.